# Quimotripsinógeno

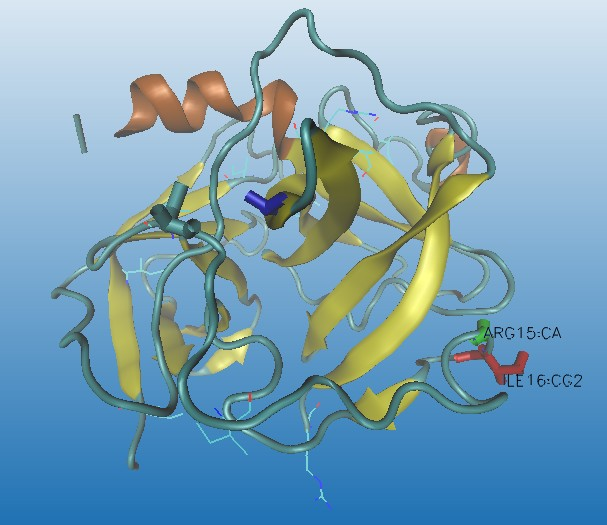
Quimotripsinógeno (precursor de la quimotripsina).

El quimotripsinógeno es una peptidasa precursora (zimógeno) de la enzima digestiva quimotripsina. Es una cadena polipeptídica simple que cuenta con 245 residuos aminoácidos. Es sintetizada en las células acinares del páncreas y es almacenada dentro de gránulos membranosos en el ápice de la célula acinar. La célula es posteriormente estimulada por una señal hormonal o un impulso nervioso y el contenido de los gránulos es vertido en un conducto que comunica con el duodeno.

## Activación
El quimotripsinógeno debe ser inactivo hasta que llegue al tracto digestivo, para prevenir daños en el páncreas y otros órganos (de no estar inactivado, el páncreas se destruiría a sí mismo por la acción de la peptidasa). Es activado por otra enzima llamada tripsina. La forma activa es llamada π-quimotripsina y es utilizada para crear α-quimotripsina. La tripsina escinde el quimotripsinógeno en el enlace peptídico entre la arginina y la isoleucina. Esto crea dos moléculas de π-quimotripsina. Una molécula de π-quimotripsina actúa sobre la otra rompiendo el enlace peptídico entre la leucina y la serina. Esta reacción produce la α-quimotripsina.